# Popular Photography
Popular Photography, anteriormente conocida como Popular Photography & Imaging, también llamada Pop Photo, fue una revista mensual estadounidense fundada en 1937, una de las más importantes del mundo en el ámbito de la imagen, con un equipo editorial el doble de grande que el de su más cercana competidora.[cita requerida]

## Historia
Según su auditora, el Audit Bureau of Circulations (o ABC), Popular Photography & Imaging tenía una cuota base (esto es, la suscripción y las ventas particulares) de 400.000 con una audiencia total de 2.085.000.
Dejó de editarse en 2017, siendo el número de marzo y abril de ese año el último.